# Estanque de Mercurio (Reales Alcázares de Sevilla)

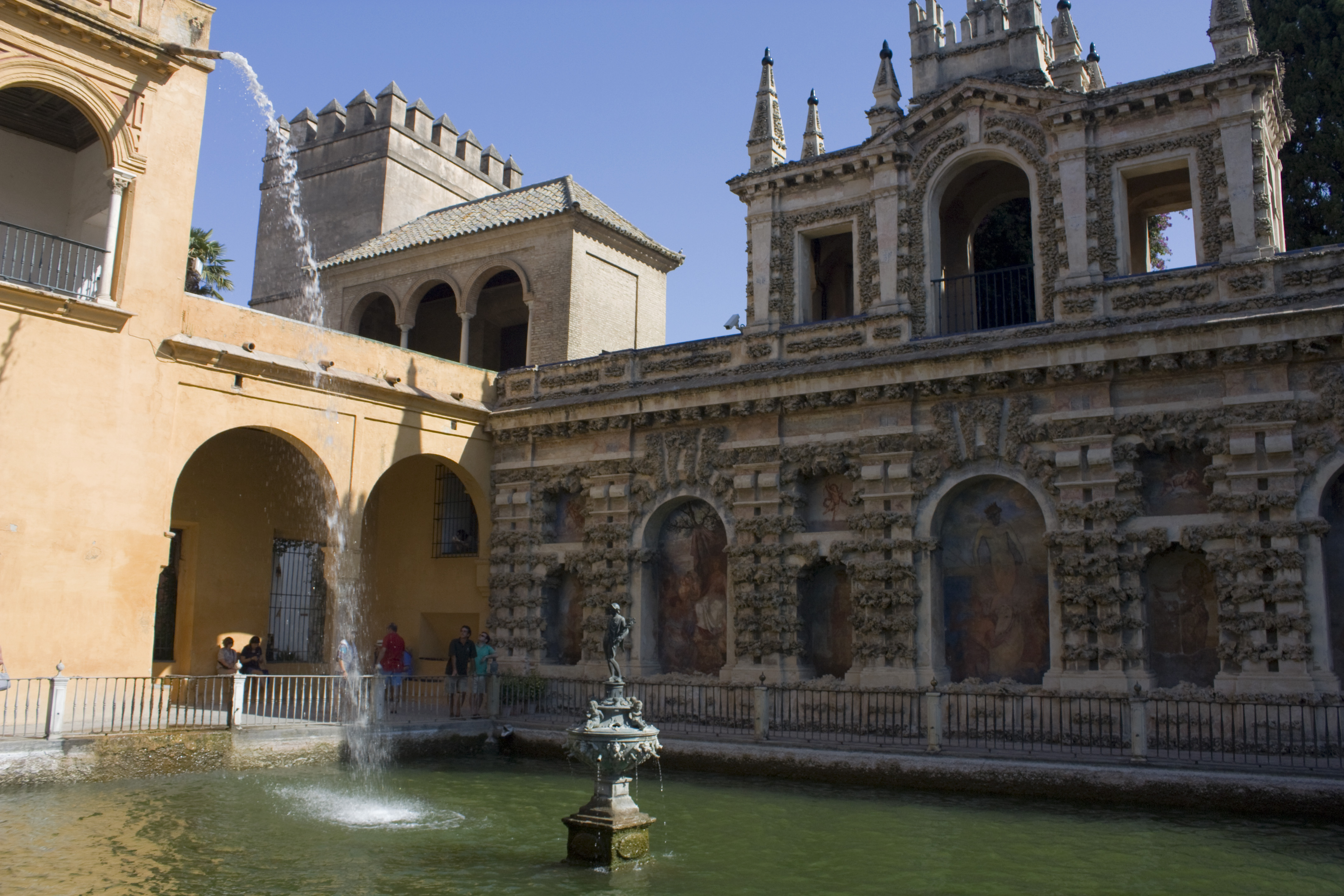
Vista del Estanque de Mercurio, el palacio gótico a la izquierda y la galería del Grutesco a la derecha.

El Estanque de Mercurio, forma parte del complejo monumental de los Real Alcázar de Sevilla. Está formado por un gran estanque, situado a la altura del palacio y más alto por tanto que el resto de los jardines, se encuentra presidida la alberca por la figura del dios Mercurio, realizada por Diego de Pesquera y fundida por Bartolomé Morel en 1576, de estos autores son también las barandas con leones en escudos en sus ángulos y 18 bolas con remates piramidales que rodean el estanque.
Todas estas piezas fueron doradas en su origen, quedando algún resto del recubrimiento. De fondo se encuentra la Galería del Grutesco para cuya construcción se aprovechó un antiguo lienzo de muralla almohade. Su transformación en mirador y decoración se debe fundamentalmente a Vermondo Resta, realizada alrededor de 1612, siendo considerada la más manierista del Alcázar, está realizada por labores rústicas en piedras de distinto tipo que simulan rocas marinas. Con estos elementos pétreos también se enmarcan espacios cuadrangulares y de medio punto en los que en su mayoría hay pinturas murales imitando mármol rojizo, en las que también se pintaron figuras, fábulas mitológicas y aves exóticas, realizadas por Diego de Esquivel en el siglo XVII. 
La galería se encuentra rematada en la parte superior a modo de castillete almenado. En la misma galería de grutescos, a algunos metros del estanque, se encuentra un órgano de agua.